# Sharon Alexander

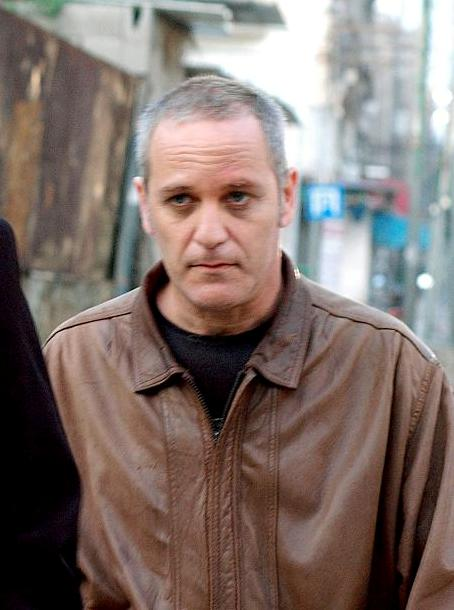
Sharon Alexander, 2006

Sharon Alexander (hebräisch שרון אלכסנדר; * 21. Mai 1962 in Israel) ist ein israelischer Schauspieler.

## Leben und Wirken
Alexander absolvierte seine Schauspielausbildung an der Beit Zvi Schule für darstellende Kunst in Ramat Gan.
Zu Beginn seiner Karriere spielte Alexander hauptsächlich Rollen in Dramafilmen, -serien oder -theaterstücken. Erst viel später war er auch in Komödien zu sehen.
Er ist nicht nur als Film- und Theaterdarsteller, sondern auch als Drehbuchautor tätig. So schrieb er das Drehbuch für die Webserie The Wonderful Life of the Celeb.
Außerdem arbeitet er als Schauspiellehrer an einer Kunstakademie.
Alexander lebt in Ramat Gan. Er war verheiratet mit der Schauspielerin Smadar Kilchinsky, mit der er drei Kinder hat.

## Filmografie (Auswahl)
- 1991: La Femme du déserteur
- 1992: Life According to Agfa – Nachtaufnahmen (Ha-Chayim Al-Pi Agfa)
- 1992: Die Schwächen der starken Frauen (Sipurei Tel-Aviv)
- 1992: Amazing Grace (Hessed Mufla)
- 1998: Kesher Ir
- 1999: Shkarim Levanim
- 2005: München (Munich)
- 2009: Split (Hatsuya, Fernsehserie)
- 2016: Ein Tag wie kein anderer (Shavua ve Yom)
- 2025: Yes

## Auszeichnungen
- 1992: Ophir Award – Bester Nebendarsteller für Life According to Agfa – Nachtaufnahmen
- 1998: Nominierung Ophir Award – Bester Nebendarsteller für Kesher Ir